# Квадрат
Квадра́т — чотирикутник, у якого всі сторони рівні і всі кути прямі. Для побудови квадрата необхідно і достатньо задати дві точки на координатній площині, які відповідатимуть будь-яким двом кутам і врахувати їхню суміжність.
Квадрат є водночас ромбом та прямокутником і навпаки: кожна фігура, яка є водночас ромбом і прямокутником, є квадратом.

## Формули, пов'язані з квадратом

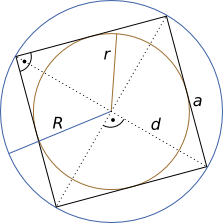
• Чорний колір — квадрат,
• Блакитний колір: описане коло;
• Коричневий колір: вписане коло

Якщо {\displaystyle a} — довжина сторони квадрата, тоді
- Площа квадрата: {\displaystyle S=a^{2}}
- Довжина діагоналі: {\displaystyle d=a{\sqrt {2}}}
- Радіус вписаного кола: {\displaystyle r={\frac {a}{2}}}
- Радіус описаного кола: {\displaystyle R={\frac {\sqrt {2}}{2}}a}
- Периметр квадрата: {\displaystyle P=4a=4{\sqrt {2}}R=8r}

## Властивості
- У квадрат завжди можна вписати коло;
- Навколо квадрата завжди можна описати коло.

Як і в будь-якого опуклого чотирикутника, в квадрата:
- Сума всіх внутрішніх кутів дорівнює 2π (360°).

Як і в будь-якому прямокутнику:
- Протилежні сторони паралельні.
- Діагоналі діляться точкою перетину навпіл.
- Точка перетину діагоналей є центром симетрії квадрата.
- Діагоналі рівні між собою.

Як і в будь-якому ромбі:
- Діагоналі є бісектрисами кутів.
- Діагоналі перетинаються під прямим кутом.
- Діагоналі є осями симетрії.

## Побудова

Побудова квадрата за допомогою циркуля та лінійки

Квадрат можна побудувати за допомогою циркуля та лінійки за схемою, зображеною праворуч. Можна також побудувати дві перпендикулярні прямі, провести коло з центром у точці перетину прямих — чотири точки перетину прямих і кола будуть вершинами цього квадрата.